# Топольний
То́польний (рос. Топольный) — селище у складі Топчихинського району Алтайського краю, Росія. Входить до складу Кіровської сільської ради.

## Населення
Населення — 315 осіб (2010; 340 у 2002).
Національний склад (станом на 2002 рік):
- росіяни — 92 %